# Liriomyza politella
Liriomyza politella este o specie de muște din genul Liriomyza, familia Agromyzidae, descrisă de Malloch în anul 1934. Conform Catalogue of Life specia Liriomyza politella nu are subspecii cunoscute.